# John Hickok
John Hickok (Verenigde Staten, 31 augustus 1957) is een Amerikaanse acteur. Hickok is het meest bekend door zijn rol in het computerspel Red Dead Redemption 2 uit 2018, waar hij de motion capture van antagonist Andrew Milton verzorgde. Ook speelde Hickok in de series Law & Order: Special Victims Unit, Law & Order: Criminal Intent en The Blacklist.

## Filmografie

### Series
| Jaar | Titel                             | Rol                           |
| ---- | --------------------------------- | ----------------------------- |
| 1998 | Law & Order                       | Dr. Lyle Semenko              |
| 2006 | Law & Order: Criminal Intent      | Danville                      |
| 2007 | Law & Order: Special Victims Unit | Dennis Roberts, Mr. McGarrett |
| 2011 | Body of Proof                     | Dr. Reynolds                  |
| 2020 | The Blacklist                     | Saul Biltman                  |

### Computerspellen
| Jaar | Titel                 | Rol           |
| ---- | --------------------- | ------------- |
| 2018 | Red Dead Redemption 2 | Andrew Milton |